# Villares de Órbigo
Villares de Órbigo é um município da Espanha na província de León, comunidade autónoma de Castela e Leão, de área 25,89 km² com população de 858 habitantes (2004) e densidade populacional de 33,14 hab/km².

## Demografia
| Variação demográfica do município entre 1991 e 2004 | Variação demográfica do município entre 1991 e 2004 | Variação demográfica do município entre 1991 e 2004 | Variação demográfica do município entre 1991 e 2004 |
| --------------------------------------------------- | --------------------------------------------------- | --------------------------------------------------- | --------------------------------------------------- |
| 1991                                                | 1996                                                | 2001                                                | 2004                                                |
| 1050                                                | 1028                                                | 890                                                 | 858                                                 |